# 应云卫
应云卫（1904年9月7日—1967年1月16日），字雨辰，号杨震（或扬震
），男，祖籍浙江慈溪，生于上海，中国话剧、电影导演，戏剧活动家，中国戏剧家协会理事，原江南电影制片厂厂长。

## 生平
湖州旅滬公學肄業。
1921年冬參與組織上海戲劇協社，為負責人之一
1925年，應云衛與好友程澤民的胞妹程夢蓮結婚
1930年8月加入中國左翼戲劇家聯盟，在上海從事左翼戲劇電影運動
1933年9月，為紀念“九·一八”兩週年，他領導的戲劇協社公演了大型話劇《怒吼吧！中國》，應云衛親自擔任導演。該劇動員了全上海戲劇界、電影界100多人參加演出，其中許多人都是當時戲劇界、電影界一流的編、導、演和知名人士。除此之外，還有20個童子軍和30個碼頭工人參加演出。舞台佈景罕見，很多都是特殊的道具，如無線電台、碼頭、兵艦、商船等，而且佈景變換頻繁。這樣大場面的戲是中國話劇史上罕見的，當時一般的劇團根本無法承擔。
1934年辭去洋行職務，加入電通影業公司，導演影片《桃李劫》、《梅蘿香》等影片，組織上海業餘劇人協會，次年任南京國立戲劇學校教務長。
1936年任上海明星公司二場導演兼場務主任，導演了黑白影片《生死同心》。影片以1927年北伐為背景，描寫了北伐時期革命青年的生活，歌頌了他們艱苦卓絕的鬥爭精神。
1937年抗日戰爭爆發，應云衛出任上海救亡演劇三、四隊總隊長，率先將抗戰活虎劇推上了上海街頭。上海陷落後，應云衛在武漢經陽翰笙介紹加入了共產黨領導下的軍委會政治部第三廳工作。出任中國電影製片廠編導委員。他導演的《八百壯士》，上演後轟動武漢，從此開始了他執導場面宏大、悲壯激烈的抗戰題材影劇。
1937年任上海業餘實驗劇界理事會主席及舞台監督，導演《原野》。
1938年10月，武漢失守，應云衛隨著西遷的人流來到重慶。
1940年，應云衛率領劇組，千里迢迢趕赴內蒙古草原外景地，導演拍攝了中國第一部宣傳抗日民族統一戰線、蒙漢團結抗日的影片《塞上風雲》。此後，他將自己的才華傾注在了重慶的戲劇舞台上。 1941年“皖南事變”後，應云衛同陳白塵、孟君謀等在重慶組織進步職業劇團中華劇藝社，擔任理事長，並導演陳白塵的《大地回春》，接著演出了陽翰笙的《天國春秋》和郭沫若的《孔雀膽》。 1941年4月，進入中共南方局領導下的劇團「中華戲劇社」 稍後在和青年演員說戲 劇藝社”草創成立，應云衛應邀擔任理事長，對外稱“社長”，實際上就是劇社團長。
1942年，中華劇藝社成立後，演出了不少戲劇，尤其是郭沫若的著名歷史劇《屈原》，一經推出，反響強烈，獲得了巨大成功。但國民黨亦對劇社採取管制和打壓。為了應對時局，夏衍將托爾斯泰的名著《復活》改編成話劇搬上舞台。
1942年他組織了重慶戲劇界最強大的陣容演出郭沫若的《屈原》，轟動山城。
1943年2月24日，中華劇藝社在國泰大戲院首場演出《復活》。
1946年3月又在重慶和現代戲劇協會合作首演陳白塵的《升官圖》。中華劇藝社是當年重慶話劇界的一支主力兵團，整整6年中，應云衛一直是這個劇團的領導人。 抗日戰爭中，先後發起組織中華全國戲劇界抗敵協會、中華劇藝社，任上海救亡演劇隊三、四兩隊總隊長，執導《保衛盧溝橋》、《放下你的鞭子》、《八百壯士》、《塞上風雲》等抗戰名劇，組織演出《屈原》、《棠棣之花》、《法西斯細菌》等劇。 抗戰勝利後，應云衛回到上海。 1946年起，他參加國泰影業公司任場務主任，導演了《憶江南》、《無名氏》、《雞鳴早看天》等影片。
中華人民共和國成立後，他曾擔任過江南電影製片廠廠長，導演了多部戲曲電影，如《周信芳舞台藝術》等，並為許多戲曲劇團排戲，如滬劇《自有後來人》等。
1960年起擔任上海市電影局顧問、中國電影家協會第一屆委員、第二、三屆理事、影協上海分會副主席等職。並先後導演了《婦女春秋》、《再生鳳凰》、《不能走那條路》、《宋士傑》、《追魚》、《鬥詩亭》、《周信芳舞台藝術》、《武松》等故事片和戲曲片
1967年1月16日，患有心臟病的應雲衛遭到批鬥，最終死於批鬥遊行途中1978年11月18日，上海市電影局為應雲衛平反，並在上海龍華革命公墓，舉行了骨灰安放儀式
他指導的著名電影包括：
1934年，執導個人首部電影《桃李劫》
1938年，與國民軍事委員會聯合編劇，指導的戰爭片《八百壯士》
1940年，執導抗日電影《塞上風雲》。
1947年，執導劇情電影《無名氏》。
1950年，與楊小仲聯合執導劇情電影《婦女春秋》。 1956年，執導戲曲電影《宋士傑》
1963年，執導戲曲電影《武松》

## 作品
| 年份 | 片名             | 職務       |
| 1934 | 桃李劫           | 導演、編劇 |
| 1935 | 時勢英雄         | 導演       |
| 1936 | 生死同心         | 導演       |
| 1938 | 八百壯士         | 導演       |
| 1940 | 塞上风云         | 導演       |
| 1947 | 憶江南           | 導演       |
| 1947 | 無名氏           | 導演       |
| 1948 | 一帆風順         | 導演       |
| 1948 | 雞鳴早看天       | 導演       |
| 1949 | 喜迎春           | 導演       |
| 1950 | 婦女春秋         | 導演       |
| 1951 | 再生鳳凰         | 導演       |
| 1954 | 不能走那條路     | 導演       |
| 1956 | 宋士傑           | 導演       |
| 1960 | 鬥詩亭           | 導演       |
| 1960 | 追鱼             | 導演       |
| 1961 | 周信芳的舞台藝術 | 導演       |
| 1963 | 武松             | 導演       |